# For All Mankind (série télévisée)
Pour le film documentaire de 1989, voir For All Mankind.
For All Mankind ou Pour toute l'humanité au Québec est une série télévisée américaine créée par Ronald D. Moore, Matt Wolpert et Ben Nedivi, diffusée depuis le 1er novembre 2019 sur la plateforme Apple TV+.
Elle se déroule dans une uchronie dans laquelle l'Union soviétique a posé le pied sur la Lune avant les États-Unis et où la course à l'espace se poursuit,.
La série a été renouvelée pour une cinquième saison. Une série dérivée intitulée Star City et centrée sur le programme spatial de l'Union soviétique est également en développement.

## Synopsis
Et si l'Union Soviétique avait envoyé le premier homme sur la Lune ?
Dans cette histoire alternative commençant en 1969, le cosmonaute Alexeï Leonov est le premier homme à marcher sur la Lune un mois avant Neil Armstrong. Cet évènement pousse les États-Unis et la NASA à tenter de rattraper l'Union soviétique; par tous les moyens et sur tous les plans. Or, les Soviétiques mettent un point d'honneur à envoyer une femme dans les missions suivantes. Pour ne pas demeurer en reste, les États-Unis se décident à entraîner femmes et minorités, les mêmes qui avaient été exclues dans les premières années de la conquête spatiale, de même qu'à installer la première base lunaire. Cette course pour les étoiles dépasse les simples frontières terrestres, s'étendant de la Lune à Mars, et entraîne la militarisation de la NASA et de la Lune, ainsi qu'une rivalité toujours plus grande entre les États-Unis et l'URSS.

## Distribution

### Acteurs principaux
- Joel Kinnaman (VF : Jérémie Covillault) : Edward « Ed » Baldwin
- Michael Dorman (VF : Laurent Maurel) : Gordon « Gordo » Stevens (saisons 1 et 2)
- Wrenn Schmidt (VF : Marie Donnio) : Margo Madison
- Sarah Jones (VF : Alice Taurand) : Tracy Stevens (saisons 1 et 2)
- Shantel VanSanten (VF : Caroline Victoria) : Karen Baldwin (saisons 1 à 3, invitée saison 4)
- Jodi Balfour (VF : Élodie Mareau) : Ellen Wilson (née Waverly) (saisons 1 à 3, invitée saison 4)
- Krys Marshall (VF : Déborah Claude) : Danielle Poole (depuis la saison 2, récurrente saison 1)
- Sonya Walger (VF : Anne Dolan) : Molly Cobb (saisons 2 et 3, récurrente saison 1)
- Cynthy Wu  (VF : Nastassja Girard) : Kelly Baldwin (depuis la saison 2)
- Coral Peña (VF : Pauline Ziadé) : Aleida Rosales (depuis la saison 2)
- Casey W. Johnson (VF : Gauthier Battoue) : Danny Stevens (saisons 2 et 3, invité saison 4)
- Edi Gathegi (VF : Jean-Baptiste Anoumon) : Dev Ayesa (depuis la saison 3)

Acteurs principaux.
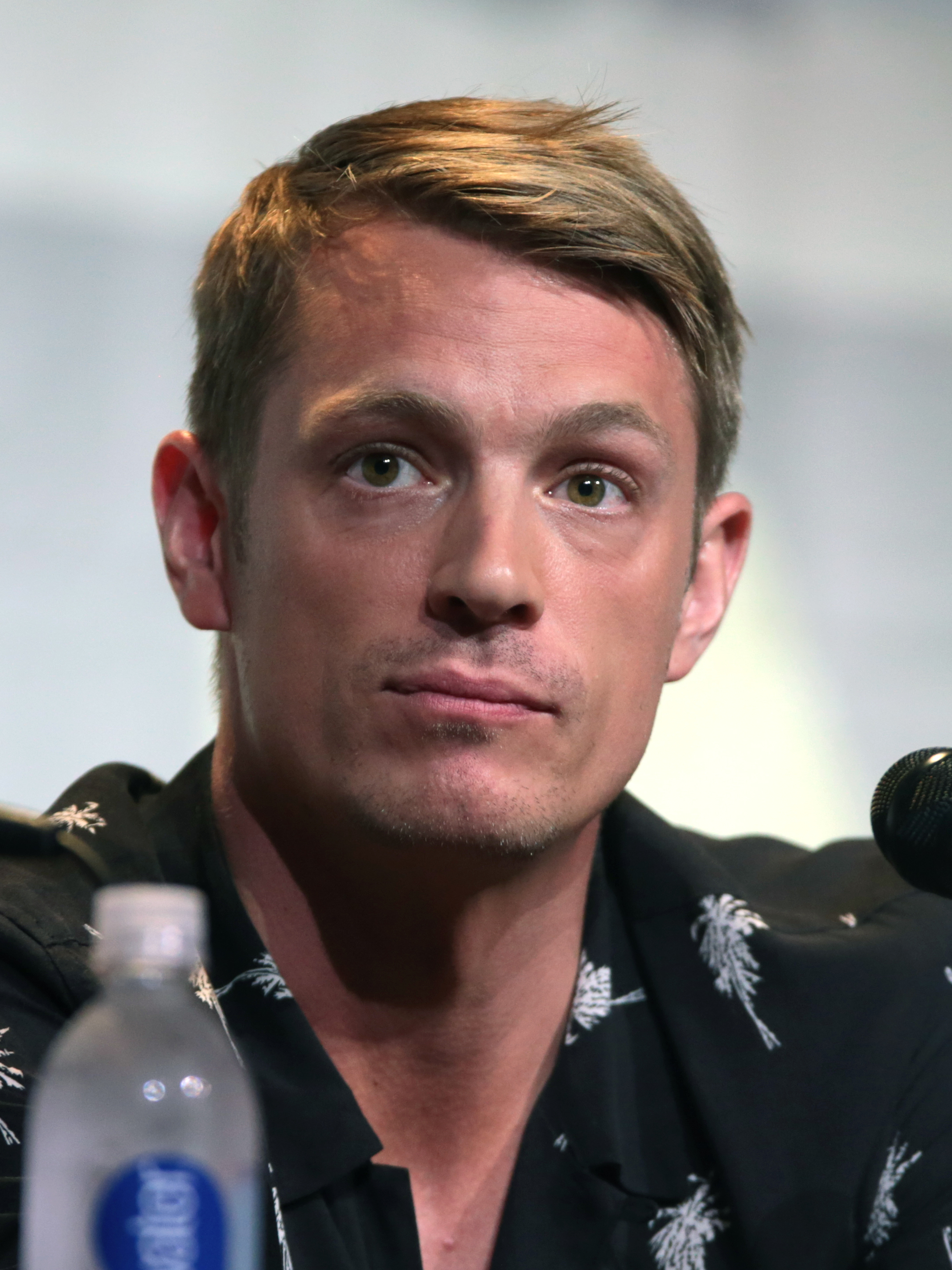
Joel Kinnaman interprète Edward Baldwin.
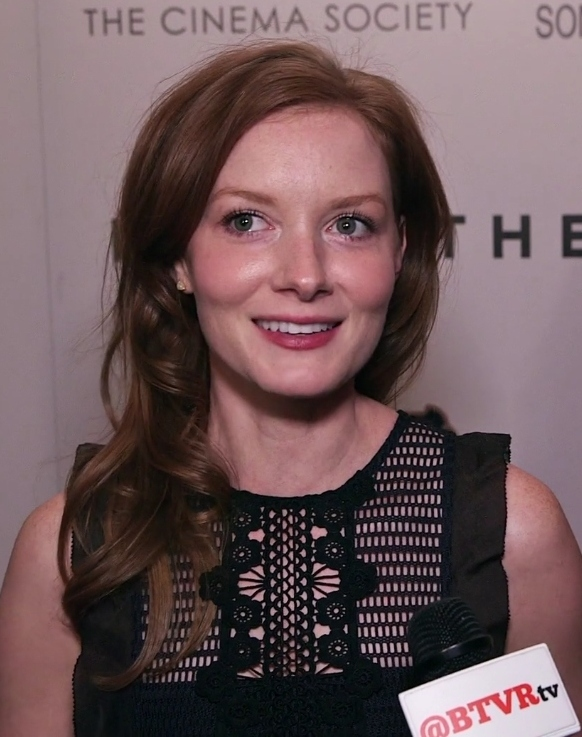
Wrenn Schmidt interprète Margo Madison.
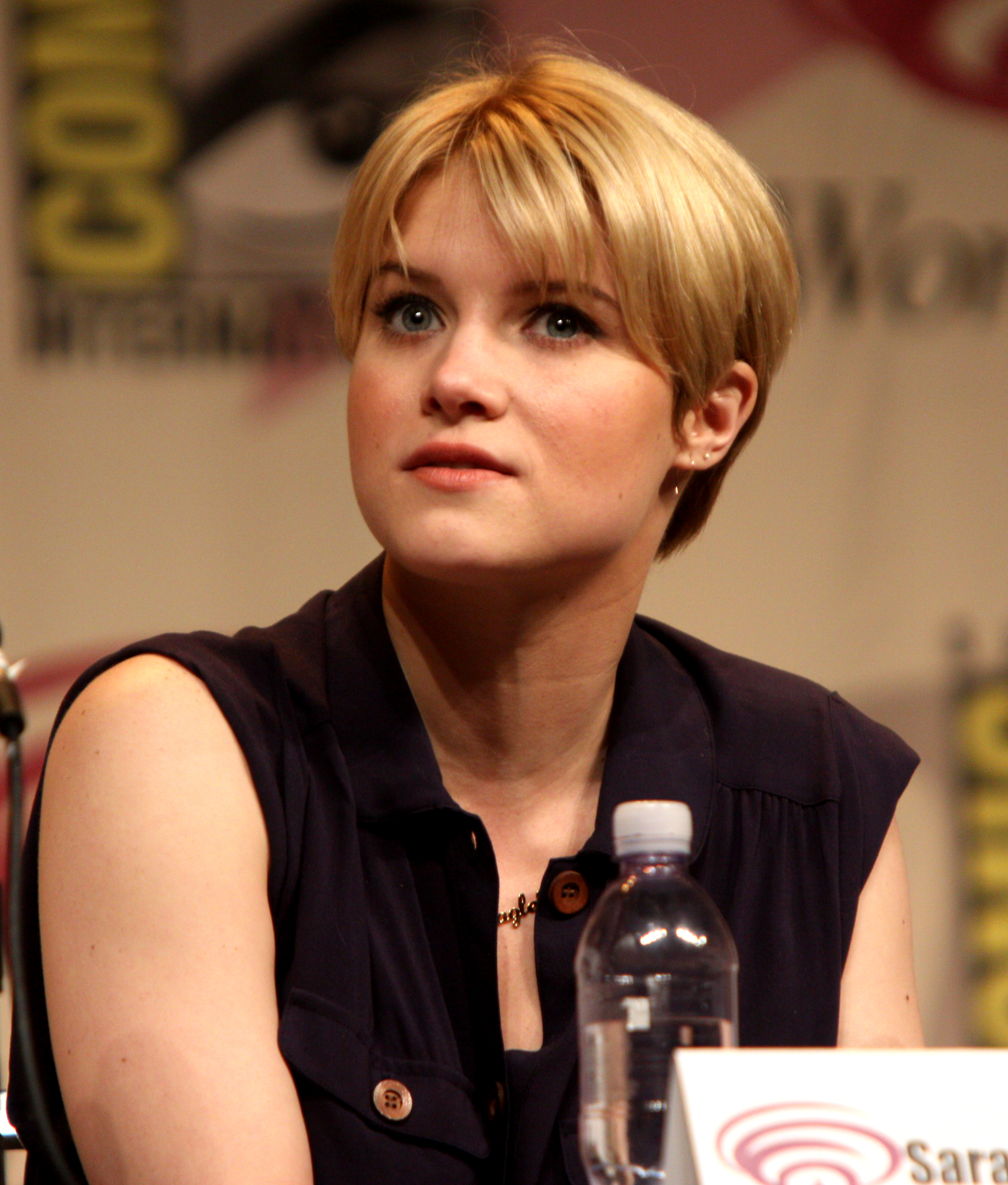
Sarah Jones interprète Tracy Stevens.
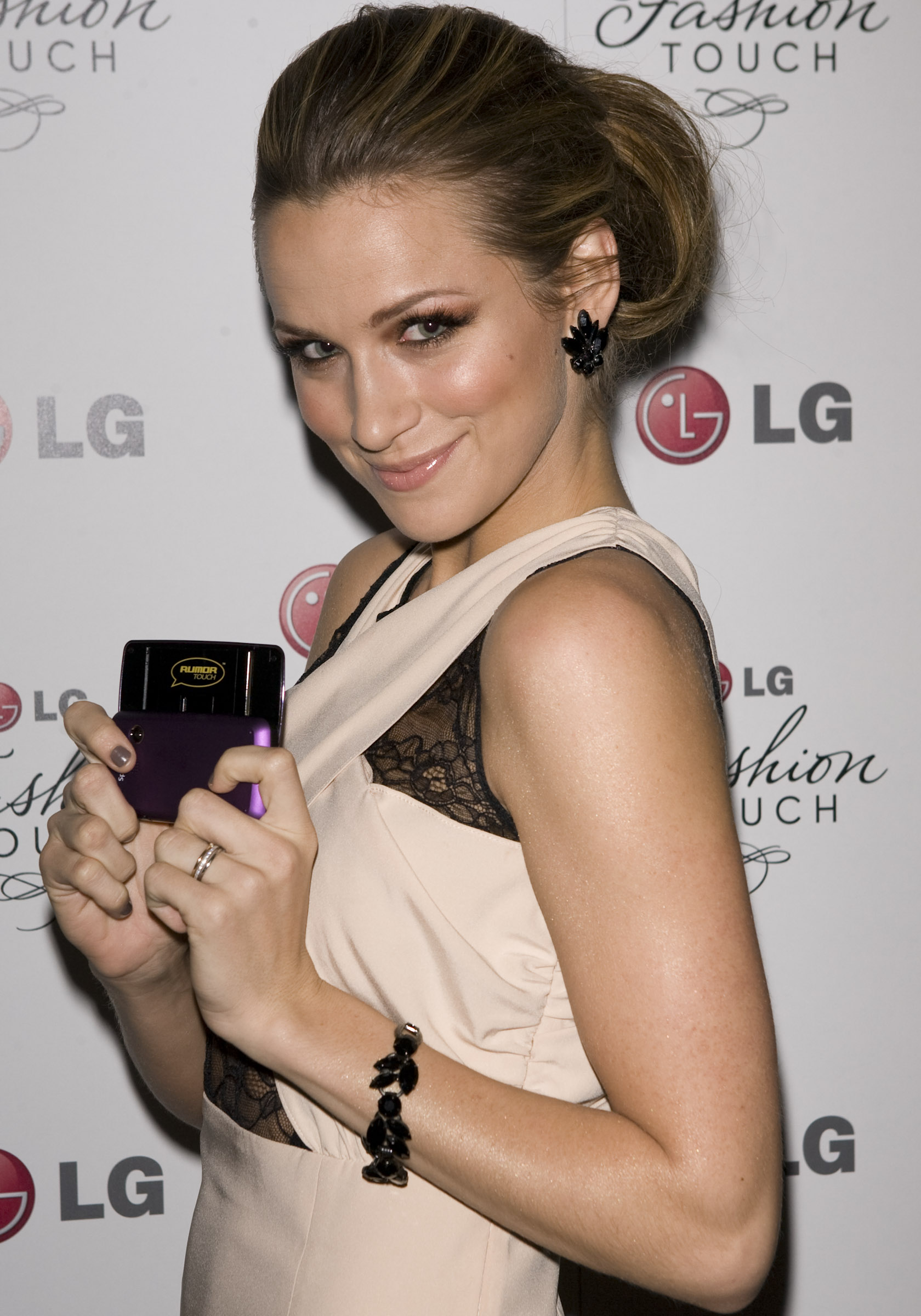
Shantel VanSanten interprète Karen Baldwin.
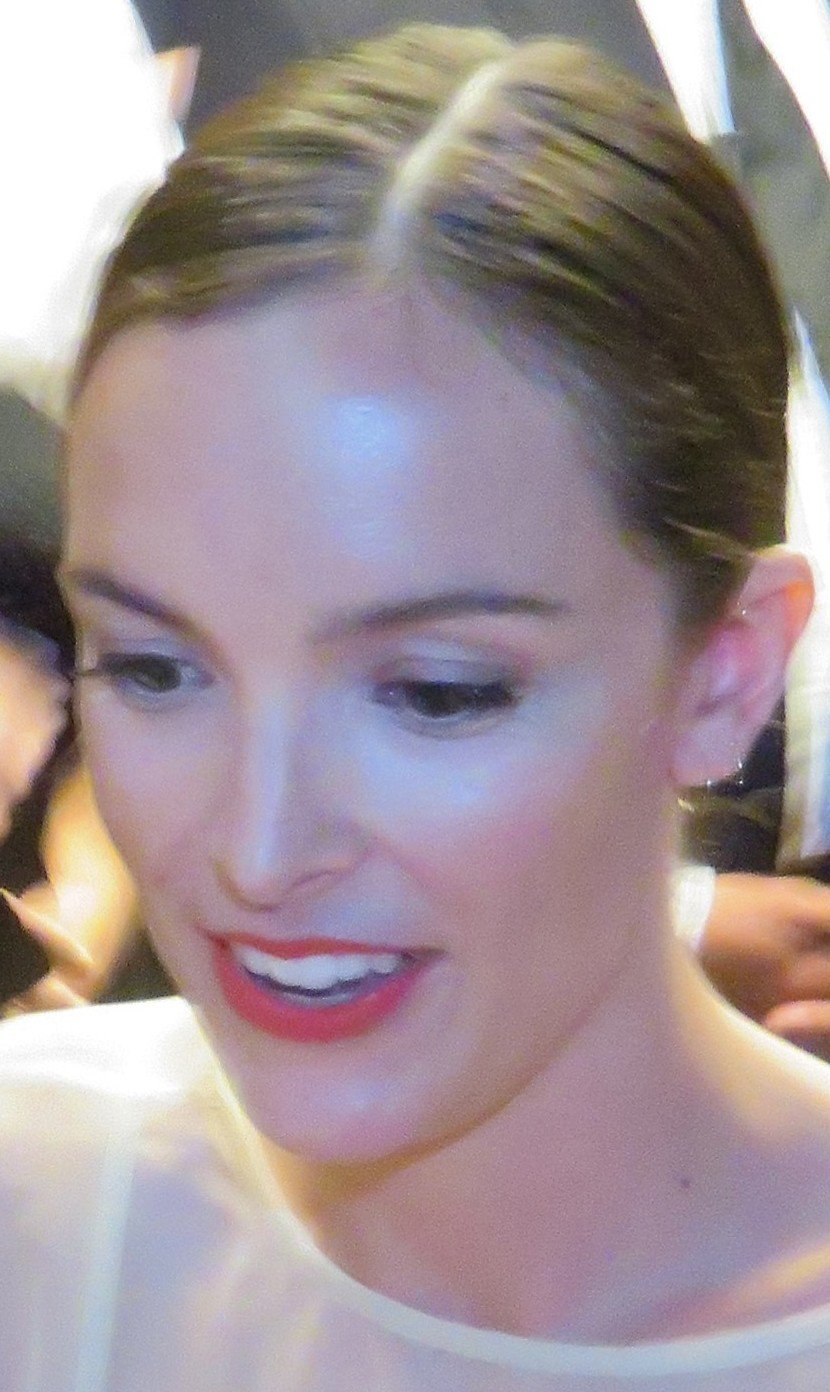
Jodi Balfour interprète Ellen Wilson.
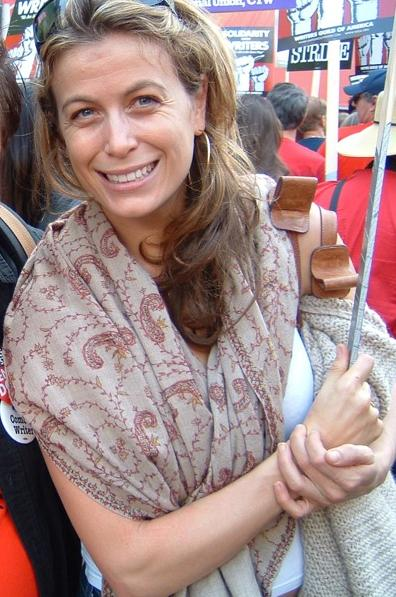
Sonya Walger interprète Molly Cobb.

### Acteurs récurrents
Introduits dans la saison 1
- Noah Harpster (en) (VF : Simon Volodine) : Bill Strausser
- Olivia Trujillo (VF : Pauline Ziadé) : Aleida Rosales (saison 1)
- Meghan Leathers (VF : Sara Viot) : Pam Horton
- Nick Toren : Tim « Bird Dog » McKiernan (saison 1 & 2)
- Spencer Garrett (en) (VF : Thierry Gary) : Roger Scott (saison 1 & 2)
- Arturo Del Puerto (en) (VF : Benjamin Penamaria) : Octavio Rosales
- Michael J. Harney (VF : Bernard Métraux) : Jack Broadstreet  (saison 1)
- Wallace Langham (VF : Stefan Godin) : Harold Weisner  (saison 1)
- Nate Corddry (VF : Gwendal Anglade) : Larry Wilson
- Megan Dodds (VF : Sandie Masson) : Andrea Walters (saison 1 & 2)
- Dan Warner (VF : Bernard Lanneau) : général Arthur Weber, officier de liaison avec l'US Air Force (saison 1)
- Daniel Robbins : Hank Poppen  (saison 1)
- Tracy Mulholland (VF : Esther Van Den Driessche) : Gloria Sedgewick (saison 1)
- Lenny Jacobson (VF : Jérôme Pauwels) : Wayne Cobb
- Krystal Torres : Cata Rosales (saison 1)

Introduits dans la saison 2
- Piotr Adamczyk (VF : Alexandre Medvedev) : Dr Sergueï Nikulov (saison 2 à 4)
- Teya Patt (VF : Mathilde Sagnier) : Emma (saison 2)
- John Marshall Jones (VF : Saïd Amadis) : général Nelson Bradford, officier de liaison avec l'US Air Force (saison 2 & 3)
- Scott Michael Campbell (en) (VF : Samuel Camus) : colonel Alex Rossi, commandant de la base Jamestown (saison 2 & 3)
- Connor Tillman (VF : Stéphane Pouplard) : colonel Vance Paulson, commandant des marines lunaires (saison 2)
- Michaela Conlin (VF : Capucine Lespinas) : major Helena Webster des marines lunaires (saison 2)
- Chris Cortez (VF : Augustin Bonhomme) : lieutenant-colonel Steven Lopez des marines lunaires (saison 2)
- Zac Titus (VF : Igor Chometowski) : soldat Charles Bernitz des marines lunaires (saison 2 & 3)
- Jeff Hephner (VF : Damien Boisseau) : Sam Cleveland (saison 2 & 3)
- Alexander Sokovikov (VF : Sacha Vikoulov) : cosmonaute Roman Baranov (saison 2 & 3)
- Eugene Alper : colonel Viktor Tsukanov, commandant de la base Zevda (saison 2)
- Goran Ivanovski (VF : Sergei Philipenko) : Dr Dimitri Mayakovsky (saison 2 à 4)
- David Chandler (VF : Roman Chouillet) puis (VF : Arthur Raynal) : Jimmy Stevens (saison 2 & 3)

Introduits dans la saison 3
- Fran de Leon (VF : Marie Bouvet) : major-général Jeanette Masters, officier de liaison avec l'US Air Force (saison 3)
- Blair Hickey : Richard Hilliard, directeur de Helios Aerospace (saison 3 & 4)
- Madeline Bertani (VF : Laëtitia Demortière) : Amber Stevens (saison 3 & 4)
- Lev Gorn (VF : Nicolas Planchais) : Grigory Kuznetsov, commandant du vaisseau soviétique Mars-94 (saison 3 & 4)
- Vera Cherny (VF : Alexia Lunel) : Lenara Catiche, directrice de Roscosmos (saison 3 & 4)
- C.S. Lee : lieutenant colonel Lee Jung-Gil, cosmonaute nord-coréen (saison 3 & 4)
- Derek Webster : commandant Rich LaPorte, responsable de la station Polaris (saison 3)
- Jonny Coyne : agent Peter Strauss du KGB (saison 3)

Introduits dans la saison 4
- Daniel Stern (VF : Fabrice de La Villehervé) : Eli Hobson, administrateur de la NASA
- Toby Kebbell (VF : Marc Arnaud) : Miles Dale, mineur martien
- Tyner Rushing : astronaute Samantha Massey
- Svetlana Efremova : Irina Morozova, directrice de Roscosmos
- Dimiter D. Marinov : Ilya Breshov, contrebandier
- Nick Gracer : Petros Khorenatsi, sous-fifre d'Ilya
- Charles Kim : commandant Cho Byung Ho, responsable de l'aile nord-coréenne de la base martienne
- Nikolai Tsanko : colonel Vidor Kolikoff
- Konstantin Lavysh : lieutenant Stepan Gura de la police de Moscou
- Dimitar Bakalov : Fyodor Korzhenko, président de l'Union des républiques socialistes soviétiques à partir de 2003

### Figures historiques
- Jeff Branson : Neil Armstrong
- Chris Agos (VF : Laurent Desponds) : Buzz Aldrin
- Ryan Kennedy (VF : Benjamin Lhommas) : Michael Collins
- Matt Battaglia : John Glenn
- Chris Bauer (VF : Gérard Darier) : Deke Slayton
- Richard Nixon : images d'archives
- Dan Donohue (VF : François Raison) : Thomas O. Paine
- Colm Feore (VF : Jochen Hägele) : Wernher von Braun
- Eric Ladin (VF : Philippe Beautier) : Gene Kranz
- Steven Pritchard : Pete Conrad
- Rebecca Wisocky (VF : Marina Moncade) : Marjorie « Marge » Slayton
- Ben Begley (VF : Cédric Barbereau) : Charlie Duke
- Ellen Wroe (VF : Nathalie Kanoui)  : Sally Ride
- Endre Hules : Sergueï Korolev
- John Hartmann (VF : Bertrand Amiel) : Richard H. Truly

 Source et légende : version française (VF) sur RS Doublage et DSD

## Production

### Développement
Selon Ronald D. Moore, l'idée de la série est née lors d'un déjeuner avec l'ancien astronaute de la NASA Garrett Reisman, lorsqu'ils ont discuté de la possibilité d'une histoire alternative dans laquelle les Soviétiques auraient atteint la Lune avant les Américains. Le 15 décembre 2017, il a été annoncé qu'Apple avait donné à la production une commande de série d'une saison. La série a été créée par Ronald D. Moore, Matt Wolpert et Ben Nedivi. Maril Davis est producteur exécutif aux côtés de Moore, Wolpert et Nedivi. Les sociétés de production impliquées dans la série incluent Sony Pictures Television et Tall Ship Productions,,,,,,,. Le 5 octobre 2018, il a été annoncé que la série avait été officiellement intitulée For All Mankind. La série a été renouvelée pour une deuxième saison en octobre 2019. Le 19 novembre 2020, il a été annoncé que la deuxième saison serait diffusée à partir du 19 février 2021. Le 8 décembre 2020, avant la diffusion de la deuxième saison, Apple TV + a renouvelé la série pour une troisième saison. Le 22 juillet 2022, Apple TV+ a renouvelé la série pour une quatrième saison. En avril 2024, la série a été renouvelée pour une cinquième saison, et une série dérivée centrée sur le programme spatial soviétique revenant au début de la chronologie alternative a été annoncée.

### Attribution des rôles
En août 2018, il a été annoncé que Joel Kinnaman, Michael Dorman, Sarah Jones, Shantel VanSanten, et Wrenn Schmidt avaient été choisis pour les rôles principaux et qu'Eric Ladin (en), Arturo Del Puerto (en), et Rebecca Wisocky apparaîtraient de manière récurrente,,. Le 5 octobre 2018, il a été rapporté que Jodi Balfour avait été choisie pour un rôle régulier dans la série.
Le 19 novembre 2020, Cynthy Wu, Coral Peña et Casey W. Johnson ont été choisis pour les rôles principaux pour la deuxième saison. De plus, Krys Marshall et Sonya Walger ont été promues au casting principal pour la deuxième saison. Le 16 décembre 2020, Michaela Conlin a rejoint le casting dans un second rôle pour la deuxième saison.
En juin 2021, il a été rapporté qu'Edi Gathegi avait rejoint le casting de la saison trois en tant qu'acteur régulier de la série.
En août 2022, il a été indiqué que Daniel Stern avait rejoint le casting en tant qu'acteur régulier pour la quatrième saison. En septembre 2022, Toby Kebbell et Tyner Rushing ont rejoint le casting en tant qu'acteurs réguliers pour la quatrième saison,. En novembre 2022, Svetlana Efremova a rejoint le casting en tant qu'actrice régulière pour la quatrième saison.

### Tournage
Le tournage de la série a commencé en août 2018 à Los Angeles, en Californie. En mars 2019, The New York Times a rapporté que le tournage était terminé. Le tournage de la deuxième saison a commencé le 24 décembre 2019. Le 17 août 2020, la production de la deuxième saison a repris après l'arrêt dû à la pandémie de COVID-19 et les deux derniers épisodes ont été filmés. Le tournage de la troisième saison a commencé le 25 février 2021 et s'est achevé à la mi-septembre 2021. Le tournage de la quatrième saison a commencé en août 2022.

## Épisodes

### Première saison (2019)
La première saison est constituée de dix épisodes.
| no | Titre français Titre original                  | Réalisation          | Scénario                                  | Première diffusion |
| -- | ---------------------------------------------- | -------------------- | ----------------------------------------- | ------------------ |
| 1  | Lune Rouge Red Moon                            | Seth Gordon          | Ronald D. Moore, Matt Wolpert, Ben Nedivi | 1er novembre 2019  |
| 2  | Il a construit Saturne V He Built The Saturn V | Seth Gordon          | Matt Wolpert, Ben Nedivi                  | 1er novembre 2019  |
| 3  | Les Femmes de Nixon Nixon's Women              | Allen Coulter        | Nichole Beattie                           | 1er novembre 2019  |
| 4  | La Sélection Prime Crew                        | Allen Coulter        | Naren Shankar                             | 8 novembre 2019    |
| 5  | Dans l'abîme Into the Abyss                    | Sergio Mimica-Gezzan | David Weddle, Bradley Thompson            | 15 novembre 2019   |
| 6  | Retour au bercail Home Again                   | Sergio Mimica-Gezzan | Stephanie Shannon                         | 22 novembre 2019   |
| 7  | Salut, Bob Hi Bob                              | Meera Menon          | Ronald D. Moore                           | 29 novembre 2019   |
| 8  | Rupture                                        | Meera Menon          | Nichole Beattie                           | 6 décembre 2019    |
| 9  | Un oiseau blessé Bent Bird                     | John Dahl            | David Weddle, Bradley Thompson            | 13 décembre 2019   |
| 10 | La Cité sur la colline A City Upon a Hill      | John Dahl            | Matt Wolpert, Ben Nedivi                  | 20 décembre 2019   |

Source des titres en français
Source des titres originaux

### Deuxième saison (2021)
Dès novembre 2019, la série est renouvelée pour une deuxième saison initialement prévue pour 2020. Un premier teaser est publié le 26 juillet 2020. Ses dix épisodes sont finalement diffusés du 19 février au 23 avril 2021.
Cette saison démarre en 1983 en pleine guerre froide, alors que les États-Unis et l'Union soviétique convoitent les ressources lunaires et que la NASA se militarise.
| no | #  | Titre français Titre original               | Réalisation          | Scénario                       | Première diffusion |
| -- | -- | ------------------------------------------- | -------------------- | ------------------------------ | ------------------ |
| 11 | 1  | Chaque détail compte Every Little Thing     | Michael Morris       | Ronald D. Moore                | 19 février 2021    |
| 12 | 2  | En première ligne The Bleeding Edge         | Michael Morris       | Matt Wolpert, Ben Nedivi       | 26 février 2021    |
| 13 | 3  | Les Règles d'engagement Rules of Engagement | Andrew Stanton       | Stephanie Shannon              | 5 mars 2021        |
| 14 | 4  | L'éclaireur Pathfinder                      | Andrew Stanton       | David Weddle, Bradley Thompson | 12 mars 2021       |
| 15 | 5  | Gravité The Weight                          | Meera Menon          | Nichole Beattie, Joe Menosky   | 19 mars 2021       |
| 16 | 6  | Un projet infaillible Best Laid Plans       | Meera Menon          | Joe Menosky                    | 26 mars 2021       |
| 17 | 7  | Dernière danse Don't Be Cruel               | Dennie Gordon        | Nichole Beattie                | 2 avril 2021       |
| 18 | 8  | Mrs Robinson And Here's to You              | Dennie Gordon        | Ronald D. Moore                | 9 avril 2021       |
| 19 | 9  | Triage                                      | Sergio Mimica-Gezzan | David Weddle, Bradley Thompson | 16 avril 2021      |
| 20 | 10 | La Zone grise The Grey                      | Sergio Mimica-Gezzan | Matt Wolpert, Ben Nedivi       | 23 avril 2021      |

Source des titres en français
Source des titres originaux

### Troisième saison (2022)
Le 8 décembre 2020, Apple TV+ annonce renouveler la série pour une troisième saison, sortie le 10 juin 2022,.
Cette saison se déroule dans les années 1990 alors que la course vers Mars est lancée et que le tourisme spatial devient une réalité tandis que les acteurs privés se lancent eux aussi dans l'aventure spatiale,.
| no | #  | Titre français Titre original                      | Réalisation     | Scénario                       | Première diffusion |
| -- | -- | -------------------------------------------------- | --------------- | ------------------------------ | ------------------ |
| 21 | 1  | Polaris                                            | Sarah Boyd      | Matt Wolpert, Ben Nedivi       | 10 juin 2022       |
| 22 | 2  | Changer la donne Game Changer                      | Sarah Boyd      | David Weddle, Bradley Thompson | 17 juin 2022       |
| 23 | 3  | Le Tout pour le tout All In                        | Wendey Stanzler | Nichole Beattie                | 24 juin 2022       |
| 24 | 4  | La Vallée du bonheur Happy Valley                  | Wendey Stanzler | Joe Menosky                    | 1er juillet 2022   |
| 25 | 5  | Sept minutes de terreur Seven Minutes of Terror    | Andrew Stanton  | Sabrina Almeida                | 8 juillet 2022     |
| 26 | 6  | Un nouvel Éden New Eden                            | Andrew Stanton  | Stephanie Shannon              | 15 juillet 2022    |
| 27 | 7  | Sous la surface Bring It Down                      | Dan Liu         | Nichole Beattie                | 22 juillet 2022    |
| 28 | 8  | Les Sables d'Arès The Sands of Ares                | Dan Liu         | Joe Menosky, Eric Phillips     | 29 juillet 2022    |
| 29 | 9  | Retour à la maison Coming Home                     | Craig Zisk      | David Weddle, Bradley Thompson | 5 août 2022        |
| 30 | 10 | Perdu en terre inconnue Stranger in a Strange Land | Craig Zisk      | Matt Wolpert et Ben Nedivi     | 12 août 2022       |

Source des titres en français
Source des titres originaux

### Quatrième saison (2023–2024)
Fin juillet 2021, l'information du renouvellement pour une quatrième saison fuite,, elle n'est officialisée qu'en juillet 2022 lors de la Comic Con. La sortie de la quatrième saison est confirmée pour le 10 novembre 2023 et se déroule dans les années 2000 alors qu'une base internationale a été construite sur Mars et que des projets d'exploitation minière des astéroïdes se concrétisent,.
| no | #  | Titre français Titre original       | Réalisation          | Scénario                                   | Première diffusion |
| -- | -- | ----------------------------------- | -------------------- | ------------------------------------------ | ------------------ |
| 31 | 1  | Glanost                             | Lukas Ettlin         | Matt Wolpert, Ben Nedivi                   | 10 novembre 2023   |
| 32 | 2  | Passez un bon sol Have A Nice Sol   | Lukas Ettlin         | Bradley Thompson, David Weddle             | 17 novembre 2023   |
| 33 | 3  | L'Étau The Bear Hug                 | Dan Liu              | Andrew Black                               | 24 novembre 2023   |
| 34 | 4  | Divisés House Divided               | Dan Liu              | Sabrina Almeida                            | 1er décembre 2023  |
| 35 | 5  | Boucle d'or Goldilocks              | Sylvain White        | Jovan Robinson                             | 8 décembre 2023    |
| 36 | 6  | Léningrad Leningrad                 | Sylvain White        | Eric W. Phillips                           | 15 décembre 2023   |
| 37 | 7  | Franchir la ligne Crossing The Line | Maja Vrvilo          | Andrew Black                               | 22 décembre 2023   |
| 38 | 8  | Succession Legacy                   | Maja Vrvilo          | David Weddle, Bradley Thompson             | 29 décembre 2023   |
| 39 | 9  | Le Brésil Brazil                    | Sergio Mimica-Gezzan | David Weddle, Bradley Thompson, Kate Burns | 5 janvier 2024     |
| 40 | 10 | Perestroïka Perestroika             | Sergio Mimica-Gezzan | Matt Wolpert, Ben Nedivi                   | 12 janvier 2024    |

### Cinquième saison
En avril 2024 est annoncé le renouvellement de la série pour une cinquième saison, ainsi que le développement d'une série dérivée intitulée Star City et centrée sur le programme spatial de l'Union soviétique.

## Accueil
| Saison | Total critique       | Total critique    |
| Saison | Rotten Tomatoes      | Metacritic        |
| ------ | -------------------- | ----------------- |
| 1      | 74 % (54 critiques)  | 65 (22 critiques) |
| 2      | 100 % (25 critiques) | 75 (7 critiques)  |
| 3      | 97 % (33 critiques)  | 84 (15 critiques) |
| 4      | 100 % (18 critiques) | 83 (11 critiques) |

### Accueil critique
Les deux premières saisons reçoivent un accueil critique « généralement favorable », avec respectivement 65/100 et 75/100 sur l'agrégateur Metacritic,.

### Distinction
- Saturn Awards 2021 : Meilleure série fantastique[64]